# Ümit Davala
Ümit Davala (ur. 30 lipca 1973 w Mannheimie) – turecki piłkarz występujący na pozycji obrońcy oraz trener. Po zakończeniu profesjonalnej kariery rozpoczął przygodę z futsalem. Razem z drużyną narodową wystąpił nawet na mistrzostwach Europy, na których był kapitanem swojej drużyny.

## Kariera klubowa
Ümit Davala zawodową karierę rozpoczynał w 1994 roku w İstanbulsporze, w którym występował jednak tylko przez jeden sezon. Następnie trafił do Diyarbakırsporu, jednak przygoda Turka z tą drużyną także trwała bardzo krótko. Latem 1996 roku Davala podpisał kontrakt z Galatasaray SK, z którym odnosił największe sukcesy w karierze. Cztery razy zdobywał mistrzostwo kraju i dwa razy zwyciężył w rozgrywkach o Puchar Turcji. Na arenie międzynarodowej w 2000 roku wygrał Puchar UEFA, a następnie pokonując po dogrywce Real Madryt 2:1 zdobył Superpuchar Europy.
Davalą zainteresował się A.C. Milan, do którego wychowanek İstanbulsporu trafił w letnim okienku transferowym w 2001 roku. We włoskiej ekipie jednak nie spełnił pokładanych w nim nadziei i został sprzedany do odwiecznego rywala „Rossonerich” – Interu Mediolan. W drużynie „Nerazzurrich” nie zaliczył jednak ani jednego występu, został natomiast wypożyczony do Galatasaray, w którym tym razem zagrał w 23 meczach.
Pobyt w Serie A był dla Ümita zupełnie nieudany, dlatego też w sezonie 2003/2004, także na zasadzie wypożyczenia, Turek zdecydował przenieść się do grającego w Bundeslidze Werderu Brema. Działaczom tego klubu spodobała się gra Davali i obrońca ten związał się z bremeńskim zespołem na stałe. W 2004 roku wywalczył z nim mistrzostwo oraz Puchar Niemiec, a w 2006 roku postanowił zakończyć piłkarską karierę.

## Kariera reprezentacyjna
W reprezentacji Turcji Davala zadebiutował 9 kwietnia 1996 roku w wygranym 1:0 towarzyskim meczu z Azerbejdżanem. W 2000 roku wystąpił na mistrzostwach Europy, na których Turcy dotarli do ćwierćfinału, gdzie musieli uznać wyższość Portugalczyków. Ümit był także podstawowym zawodnikiem reprezentacji Turcji, która niespodziewanie zdobyła brązowy medal Mistrzostw Świata 2002. Na mundialu tym Davala wystąpił we wszystkich siedmiu meczach. Podopieczni Şenola Güneşa w półfinale nie sprostali późniejszym triumfatorom turnieju – Brazylijczykom, a w meczu o trzecie miejsce pokonali 3:2 współgospodarzy imprezy – Koreę Południową. Łącznie dla reprezentacji Turcji Ümit rozegrał 41 spotkań i strzelił cztery gole.

## Kariera trenerska
W 2007 roku Davala został selekcjonerem reprezentacji Turcji do lat 21, a na stanowisku tym zastąpił Ünala Karamana. Posadę tę stracił w czerwcu 2008 roku, a następnie przez krótki czas był asystentem trenera w Galatasaray.